# Harangöntő-ház
A Harangöntő-ház (Harangöntő u. 4.; hrsz.: 5076) Egerben a Harangöntő utcában, a Knézich Károly u. sarkán áll. A házban két kiállítást rendeztek be.

## Az épület
A ház műemlék; törzsszáma 1972.
Az utcavonalon álló, téglalap alaprajzú, egytraktusos, földszintes barokk épület kerítésfalában kosáríves kapu nyílik. Az utcai homlokzatot egykor a harangöntésre utaló domborművek díszítették — ezeket a Dobó István Vármúzeumba vitték át. Az udvari homlokzaton faoszlopos tornácot alakítottak ki.
A helyiségek födéme sík.

## A ház története és jelene
Amint erre az utca neve is utal, a régen ebben az utcában laktak az egri harangöntők. Ez az épület egy korábbi ház felhasználásával a 18. század közepén épült. 1750–1762 között Johel József harangöntő lakott itt, és később is harangöntők tulajdona volt. A 19. század közepén átalakították és bővítették; ekkor építették hozzá a keleti telekhatáron álló épületszárnyat.
A harangöntők munkásságát az udvarból nyíló Harangöntő emlékszoba mutatja be.
A ház másik kiállítása a Kopcsik Marcipánia — a Művészetek Háza kiállítóhelye Kopcsik Lajos cukrász Oscar-díjas cukrászmester (és tanítványainak) munkásságát: a legkülönfélébb használati és dísztárgyak, élőlények marcipánból megformált másolatait, illetve alakjait mutatja be (mind a 120 tárgy cukormasszából és marcipánból készült).